# SN 2005ay
SN 2005ay — сверхновая звезда II типа, вспыхнувшая 27 марта 2005 года в галактике NGC 3938, которая находится в созвездии Большая Медведица.

## Характеристики
Сверхновая была зарегистрирована американским астрономом-любителем Дугом Ричем (англ. Doug Rich). Как показали наблюдения, SN 2005ay чрезвычайно слабо излучала в ультрафиолетовом диапазоне, что является странным для такого типа сверхновых. Схожий феномен наблюдался и у сверхновой SN 2005cs.
Местоположение сверхновой в родительской галактике — 15" к западу и 56" к югу от центра. Расстояние до неё составляет около 43 миллиона световых лет. Помимо SN 2005ay, в данной галактике были зарегистрированы ещё две сверхновых: SN 1961U и SN 1964L.